# Ma Yuan

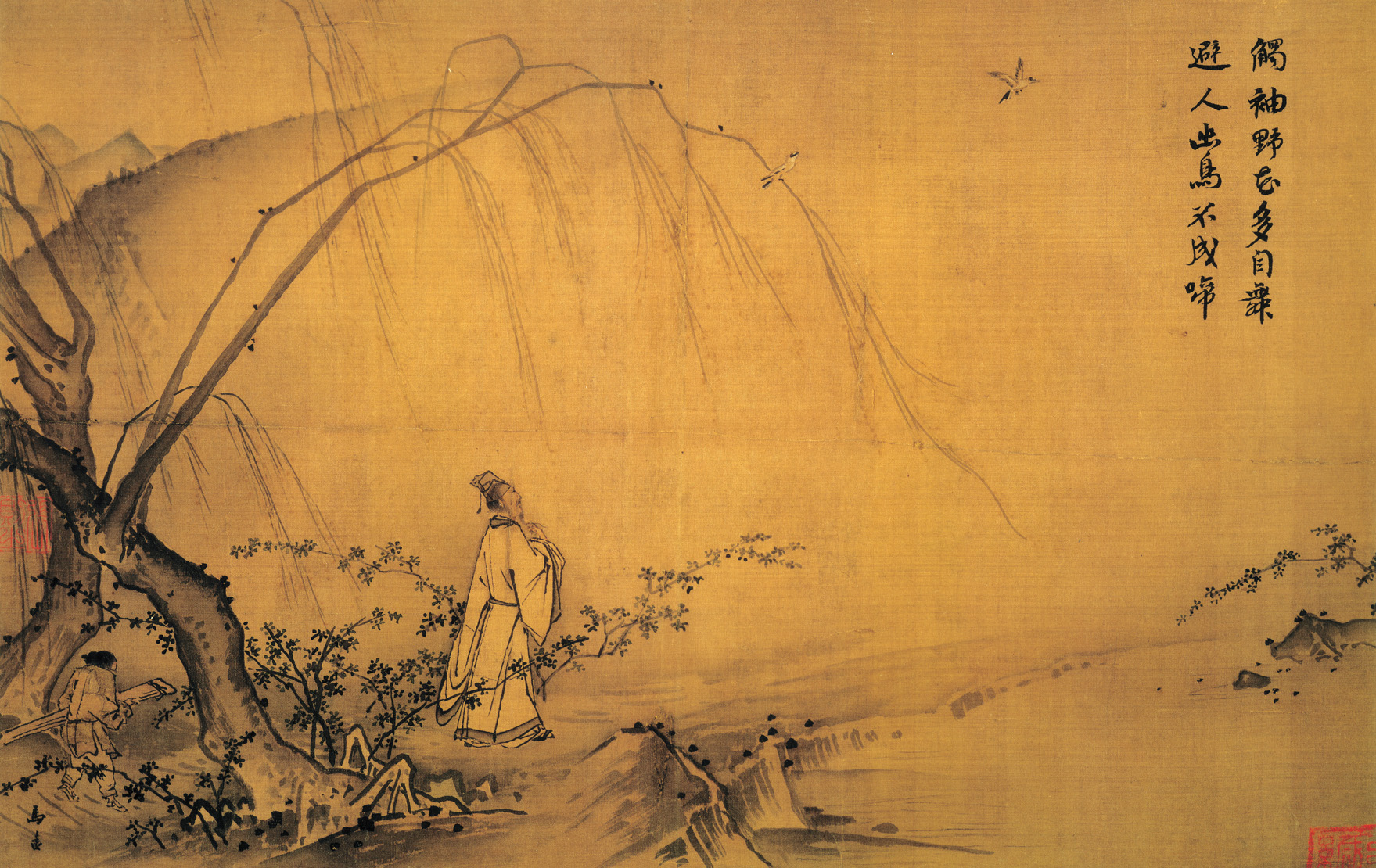
Gående på en bergsstig om våren
Tusch på siden
Ma Yuan (1190)

Ma Yuan (kinesiska: 馬遠), född på 1160-talet, död 1225, var en kinesisk konstnär inom tuschmåleri under Södra Songdynastin (1127–1279). Ma blev den ledande konstnären vid Södra Songs kejserliga målarakademi och räknas till Södra Songdynastins fyra mästare, tillsammans med Li Tang, Liu Songnian, och Xia Gui.
Ma var en typisk representant för norra skolan och influerades mycket av föregångaren Li Tang. Han är framför allt känd för sina lyriska och romantiska landskapsmålningar, vars kompositioner efter hand gärna fick en tyndpunkt i ena hörnet.
Stilen hos Ma Yuan och Xia Gui, tillsammans kallad Ma-Xia-skolan, blev en stark förebild inte minst för Zhe-skolan under Mingdynastin (1368–1644). De påverkade även japanska tuschmålare som Shūbun, Sesshū och de tidigare generationerna i Kanōskolan.